# Ciclo do glioxilato
O ciclo do glioxilato, também conhecido como ciclo de Toledo, é uma via alternativa de metabolismo de acetil-CoA, encontrada nos vegetais e em algumas bactérias, que permite a síntese de glicose e a produção de intermediários do ciclo de Krebs a partir de acetil-CoA. Por isso mesmo essa via conta com a presença de enzimas do ciclo de Krebs (citrato-sintase e aconitase) além de duas enzimas ausentes nessa via (isocitrato liase e a malato sintase).
No ciclo de Krebs, o isocitrato é convertido em alfa-cetoglutarato, que é convertido em succinato, enquanto que no ciclo do glioxilato, o isocitrato origina o succinato e o glioxilato. O succinato regenera o oxaloacetato e o glioxilato se condensa com acetil-CoA formando o malato. Este vai passar para o citosol, onde origina oxaloacetato, que pode ser transformado em glicose pela neoglicogênese. O ciclo de glioxilato desta forma permite a conversão de acetil-CoA e, portanto, de ácidos graxos, a glicose.
Essa via não está presente em animais, devido à importância da via convencional para o sistema nervoso. O ciclo do glioxilato não produz alfa-cetoglutarato, um precursor do glutamato. Glutamato atua como neurotransmissor excitatório e como precursor do GABA, outro neurotransmissor, de função inibitória.

Ciclo do glioxilato

Os intermediários do ciclo do glioxilato mostrados em projeções de Fischer mostram as mudanças químicas passo a passo. Tal imagem pode ser comparada com a representação como modelo poligonal.